# Крайша
Крайша (нім. Kreischa) — громада в Німеччині, розташована в землі Саксонія. Входить до складу району Саксонська Швейцарія — Східні Рудні Гори.
Площа — 28,97 км2. Населення становить 4533 ос. (станом на 31 грудня 2020).